# Daryl Sabara
Daryl Christopher Sabara (Torrance, 1992. január 4. –) amerikai színész. 
Legismertebb szerepe Juni Cortez a Kémkölykök-filmsorozatból.

## Élete és pályafutása
1992. június 14-én született a kaliforniai Torrance-ben. A West High School tanulójaként érettségizett. Van egy ikertestvére, Evan. Orosz és lengyel felmenőkkel rendelkezik. Sabara fellépett a South Bay Ballet nevű regionális balettcsoporttal.

## Magánélete
2016 júliusában kezdett járni Meghan Trainor énekesnővel. 2017. december 21-én jegyezték el egymást, és 2018. december 22-én házasodtak össze. 2020. október 7-én bejelentették, hogy fiút várnak. 2021 februárjában megszületett fiuk, Riley.

## Filmográfia

### Film
| Év   | Magyar cím                                 | Eredeti cím                                       | Szerep                  | Magyar hang     |
| ---- | ------------------------------------------ | ------------------------------------------------- | ----------------------- | --------------- |
| 1999 | A Yamada család                            | My Neighbors the Yamadas                          | Noburu (angol hangja)   | Molnár Levente  |
| 2001 | Kémkölykök                                 | Spy Kids                                          | Juni Cortez / Junito    | Czető Roland    |
| 2001 | Kémkölykök                                 | Spy Kids                                          | Juni Cortez / Junito    | Bogdán Gergő    |
| 2002 | Kémkölykök 2. – Az elveszett álmok szigete | Spy Kids 2: The Island of Lost Dreams             | Juni Cortez / Junito    | Czető Roland    |
| 2002 | Kémkölykök 2. – Az elveszett álmok szigete | Spy Kids 2: The Island of Lost Dreams             | Juni Cortez / Junito    | Ács Balázs      |
| 2003 | Kémkölykök 3-D – Game Over                 | Spy Kids 3-D: Game Over                           | Czető Roland            |                 |
| 2004 | Polar Expressz                             | The Polar Express                                 | Kisfiú (hangja)         | Jelinek Márk    |
| 2005 | Csajok, foci, buli                         | Her Best Move                                     | Doggie                  | Baráth István   |
| 2006 | Bármicvó                                   | Keeping Up with the Steins                        | Benjamin Fielder        |                 |
| 2006 |                                            | Choose Your Own Adventure: The Abominable Snowman | Marco North (hangja)    |                 |
| 2006 |                                            | Solace (rövidfilm)                                | Gunther                 |                 |
| 2006 |                                            | Maybe It's in the Water (rövidfilm)               | önmaga                  |                 |
| 2007 | Ultimátum                                  | Normal Adolescent Behavior                        | Nathan                  |                 |
| 2007 | Halloween                                  | Halloween                                         | Wesley Rhoades          |                 |
| 2009 | A világ legjobb apukája                    | World's Greatest Dad                              | Kyle Clayton            | Baradlay Viktor |
| 2009 |                                            | April Showers                                     | Jason                   |                 |
| 2009 | Karácsonyi ének                            | A Christmas Carol                                 | Peter Cratchit (hangja) | Moser Károly    |
| 2010 | Machete                                    | Machete                                           | Junito                  | Molnár Levente  |
| 2011 |                                            | Blacktino                                         | Evan                    |                 |
| 2011 | Kémkölykök 4D: A világ minden ideje        | Spy Kids: All the Time in the World               | Juni Cortez             | Gacsal Ádám     |
| 2012 | John Carter                                | John Carter                                       | Ned                     | Fehér Tibor     |
| 2013 | A sötétség után                            | After the Dark                                    | Chips                   | Penke Bence     |
| 2013 |                                            | The Green Inferno                                 | Lars                    |                 |
| 2014 |                                            | Teen Lust                                         | Matt                    |                 |
| 2020 | Ben 10 az Univerzum ellen (tévéfilm)       | Ben 10 Versus the Universe: The Movie             | Heatblast, Wildmutt     |                 |

### Videójáték
| Év   | Cím                                  | Szerep                      |
| ---- | ------------------------------------ | --------------------------- |
| 2004 | The Polar Express                    | kisfiú                      |
| 2011 | Cartoon Network Universe: FusionFall | Rex Salazar                 |
| 2011 | Generator Rex: Agent of Providence   | Rex Salazar                 |
| 2011 | Saints Row: The Third                | járókelők / egyéb szereplők |
| 2017 | Ben 10                               | Heatblast                   |